# Allyltrimethylsilan
Allyltrimethylsilan ist eine anorganische chemische Verbindung aus der Gruppe der Silane.

## Gewinnung und Darstellung
Allyltrimethylsilan kann durch Reaktion von Methylmagnesiumbromid mit Allyltrichlorsilan gewonnen werden.

## Eigenschaften
Allyltrimethylsilan ist ein klare farblose Flüssigkeit, die praktisch unlöslich in Wasser ist.

## Verwendung
Allyltrimethylsilan ist eine allgemeine Reagenz zur Einführung von Allylgruppen in Carbonsäurechloride, Aldehyde, Ketone, Iminiumionen, Enone und zur Kreuzkupplung mit anderen Kohlenstoffelektrophilen. Es wird auch als Reagenz in der Hosomi-Sakurai-Reaktion verwendet.